# Guillaume Lekeu
Guillaume Lekeu (Heusy, 20 de gener de 1870 - Angers, 21 de gener de 1894) va ser un compositor belga de música clàssica.

## Vida
Va néixer a Heusy, prop de Verviers a Bèlgica. Va rebre les primeres classes de música al conservatori de la ciutat. El 1879 es va mudar a Poitiers, on va continuar els seus estudis de música de forma autodidacta. El 1888 la seva família es va instal·lar a París, on va rebre classes de César Franck fins a la seva mort el 1890. Després de la mort de Franck, va rebre classes de Vincent d'Indy.
El 1891 va rebre un Segon Premi de Roma per la seva cantata Andromède compartit amb Carl Smulders.
El famós virtuós del violí Eugène Ysaÿe li va encarregar el seu treball més conegut, la sonata per a violí i piano, que va ser interpretada el març de 1893. Al cap de poc temps va emmalaltir de febres tifoidees i va morir a Angers l'endemà del seu vint-i-quatrè aniversari.

## Obra[3]
Moltes de les seves obres de música de cambra foren estrenades a París per Armand Parent amb el seu Quartet Parent. Tot i la seva joventut, la seva obra té un caràcter molt distintiu, tot i que no va poder arribar a desenvolupar tot el seu talent per causa de la seva mort prematura. La seva obra té influències de Franck, Wagner i Beethoven, tot i que no n'és una imitació. Fa servir la forma cíclica de Franck amb originalitat en les seves obres.
- Obres per a orquestra
  - Première étude symphonique
  - Deuxième étude symphonique
  - Adagio pour quartet d'orchestre
  - Fantasia sobre dos temes populars d'Angers
  - Introducció i Adagio

- Música vocal
  - Adnromède, poème lyrique et symphonique per solistes, cor i orquestra
  - Chant lyrique, per cor i orquestra
  - cançons per veu i piano

- Música de Cambra
  - Quartet de corda en sol major
  - Sonata per a cello i piano en fa menor
  - Trio per a piano en do menor
  - Sonata per a piano en sol menor
  - Sonata per a violí i piano en sol major
  - Quartet per a piano en si menor